# Angela Haynes
Angela Haynes (* 27. September 1984 in Bellflower, Kalifornien) ist eine ehemalige US-amerikanische Tennisspielerin.

## Karriere
Angela Haynes begann schon im Alter von drei Jahren mit dem Tennisspielen und trat mit sieben bereits bei Turnieren an. Im Juni 1999 spielte sie ihr erstes ITF-Turnier. Insgesamt gewann sie zwei Einzel- und acht Doppeltitel auf dem ITF Women’s Circuit.
Ihre größten Erfolge bei Grand-Slam-Turnieren erzielte sie 2004 mit dem Erreichen der dritten Runde der Einzelkonkurrenz der US Open und der zweiten Runde der Doppelkonkurrenz von Wimbledon im Jahr 2008.
Im Juni 2010 absolvierte sie ihre letzte Einzelpartie auf der Damentour. Nach dreijähriger Pause trat sie im Juni und im Oktober 2013 noch einmal auf einem ITF-Turnier im Doppel an, scheiterte aber jeweils in der Auftaktrunde.

## Turniersiege

### Einzel
| Nr. | Datum         | Turnier     | Kategorie   | Belag             | Finalgegnerin      | Ergebnis       |
| --- | ------------- | ----------- | ----------- | ----------------- | ------------------ | -------------- |
| 1   | 1. Juni 2003  | Houston     | ITF $10.000 | Hartplatz (Halle) | Alyssa Cohen       | 7:68, 4:6, 6:1 |
| 2   | 10. Juni 2007 | Hilton Head | ITF $10.000 | Hartplatz         | Chanelle Scheepers | 3:6, 6:2, 6:4  |

### Doppel
| Nr. | Datum          | Turnier              | Kategorie   | Belag     | Partnerin          | Finalgegnerin                       | Ergebnis          |
| --- | -------------- | -------------------- | ----------- | --------- | ------------------ | ----------------------------------- | ----------------- |
| 1.  | Mai/Jun 2003   | Allentown            | ITF $25.000 | Hartplatz | Diana Ospina       | Cory-Ann Avants Varvara Lepchenko   | 6:0, 6:2          |
| 2.  | mai 2006       | Palm Beach Gardens   | ITF $25.000 | Sand      | Raquel Atawo       | Ansley Cargill Marie-Ève Pelletier  | 6:3, 6:3          |
| 3.  | Mai 2007       | Indian Harbour Beach | ITF $50.000 | Sand      | Monique Adamczak   | Carly Gullickson Lindsay Lee-Waters | 6:1, 3:6, 6:4     |
| 4.  | September 2007 | Albuquerque          | ITF $75.000 | Hartplatz | Melinda Czink      | Līga Dekmeijere Varvara Lepchenko   | 7:5, 6:4          |
| 5.  | Oktober 2007   | Troy                 | ITF $50.000 | Hartplatz | Mashona Washington | Eva Hrdinová Marie-Ève Pelletier    | 6:4, 6:2          |
| 6.  | Oktober 2007   | San Francisco        | ITF $50.000 | Hartplatz | Raquel Atawo       | Jorgelina Cravero Betina Jozami     | 3:6, 6:4, [10:7]  |
| 7.  | März 2008      | Redding              | ITF $25.000 | Hartplatz | Abigail Spears     | Chan Chin-wei Tetjana Luschanska    | 6:4, 6:3          |
| 8.  | Juni 2010      | El Paso              | ITF $25.000 | Hartplatz | Ahsha Rolle        | Lindsay Lee-Waters Ashley Weinhold  | 6:3, 65:7, [10:7] |